# Kompulsje
Kompulsje (z łac. compulsio przymus) inaczej czynności natrętne lub natręctwa ruchowe – objaw psychopatologiczny polegający na występowaniu powtarzających się czynności, które odbierane są przez daną osobę jako niechciane (ego-dystoniczne), uporczywe i nie dające się opanować. Pacjenci najczęściej opisują owe czynności jako bezsensowne i irracjonalne, jednak ich próby powstrzymania się od wykonywania czynności natrętnych zwykle powodują kumulowanie się napięcia emocjonalnego (np. poczucia zagrożenia – nieraz o dużej intensywności), co niejako zmusza ich do powtarzania kompulsji.
Kompulsje mogą mieć postać prostych czynności (np. skubanie, pocieranie ubrania) po czynności natrętne złożone – wieloetapowe, skomplikowane i nieraz czasochłonne zachowania. W odniesieniu do kompulsji złożonych obejmujących powtarzanie cykli określonych zachowań stosuje się określenie rytuały.
Kompulsje najczęściej współwystępują z myślami natrętnymi (obsesjami) i zwykle ściśle się z nimi wiążą (np. uporczywe, natrętne myśli na temat zagrożenia ze strony włamywaczy mogą powodować napięcie emocjonalne i skłaniać pacjenta do kilkunastokrotnego sprawdzania przed pójściem spać, czy wszystkie zamki w drzwiach i okna są zamknięte – czynności natrętnej, która pozwala rozładować wzbudzany przez natrętne myśli dyskomfort).
U niektórych pacjentów związek pomiędzy natrętnymi myślami a kompulsjami może mieć dziwaczny charakter (np. natrętne myśli o chorobie zagrażającej bliskiej osobie mogą powodować napięcie emocjonalne, które jest redukowane przez pacjenta za pomocą trzynastokrotnego obrócenia się w wokół własnej osi).
Kompulsje o nieznacznym nasileniu można nierzadko zaobserwować u osób niespełniających kryteriów rozpoznania żadnych zaburzeń psychicznych. Kompulsje, które istotnie komplikują codzienne funkcjonowanie, wraz z obsesjami, należą do osiowych objawów zaburzeń obsesyjno-kompulsyjnych (znanych także pod nazwą nerwicy natręctw, ang. obsessive-compulsive disorder) – zaburzenia te, według klasyfikacji ICD-10, kodowane są jako F42). Poza tym, nierzadko kompulsje o zróżnicowanym nasileniu obserwuje się także u osób cierpiących z powodu zaburzeń psychicznych innych niż zaburzenia obsesyjno-kompulsyjne, np. w zaburzeniach depresyjnych lub różnego rodzaju zaburzeniach lękowych.
Do często spotykanych kompulsji można zaliczyć:
- wielokrotnie powtarzane czynności sprawdzające (np.: czy drzwi są zamknięte, czy zakręcone są palniki gazowe, czy określone obowiązki zostały należycie wypełnione itp.),
- czyszczenie i porządkowanie (np.: przymusowe mycie rąk lub innych części ciała, układanie przedmiotów w określonym porządku itp.),
- uporczywe przeliczanie widzianych przedmiotów,
- manipulacje dotyczące ciała i poruszania się (np.: dotykanie określonych części ciała, skubanie, wyrywanie włosów, wykonywanie określonej liczby kroków w odpowiednim kierunku, „przymus” omijania spoiw płyt chodnikowych itp.).

Kompulsji nie należy mylić z zachowaniami osób z cechami osobowości obsesyjno-kompulsyjnej (anankastycznej).

## Leczenie
W przypadku kompulsji występujących w przebiegu zaburzeń obsesyjno-kompulsyjnych, dwiema najczęściej stosowanymi metodami leczniczymi są psychoterapia (zwykle preferowane są techniki z zakresu psychoterapii behawioralnej) oraz psychofarmakoterapia (zwykle przy użyciu leków przeciwdepresyjnych). Dobór odpowiednich metod terapeutycznych w każdym przypadku wymaga uwzględnienia indywidualnej specyfiki zaburzeń i szerokiego kontekstu ich występowania, w związku z czym konieczne jest skonsultowanie się ze specjalistą. Leczenie może być prowadzone przy udziale lekarzy psychiatrów, psychoterapeutów lub psychologów klinicznych.